# 朱东强
朱东强，南京大学环境学院教授，研究方向为有机污染物的环境界面化学行为及微观机制等。任中华人民共和国教育部“长江学者”特聘教授。

## 生平
曾就读于南开大学、德州农工大学，2005年起，任南京大学环境学院教授。